# Il magnifico Bobo
Il magnifico Bobo (The Bobo) è un film del 1967, diretto da Robert Parrish e tratto dal romanzo Olimpia di Burt Cole del 1959.

## Trama
Per vendicarsi di Olimpia, che lo ha sempre respinto come amante, l'impresario di teatro Francisco Carbonell offre al sedicente torero-cantante Juan Bautista un'opportunità da non perdere, a patto che, entro tre giorni, questi riesca a sedurre la bellissima Olimpia Segura, della qual cosa dovrà essere prova la sua permanenza per un'ora, a luci spente ed in compagnia della ragazza, nella di lei camera.
Juan riuscirà nell'intento, ma, essendosi innamorato di Olimpia, negherà di averla sedotta, rinunciando alla ricompensa. Riuscirà comunque a farsi un nome come cantante nel mondo dello spettacolo con lo pseudonimo di "Torero blu".

## Produzione
Le riprese del film si svolsero negli studi di Cinecittà a Roma in Italia e a Barcellona in Spagna, nell'agosto 1966. La lavorazione del film fu problematica; Sellers e Britt Ekland avevano seri problemi coniugali, e la madre di Sellers morì durante le riprese. Infine, Sellers insistette a dirigere parte del film, mettendo spesso in secondo piano il regista Robert Parrish.

## Accoglienza critica
Sul New York Times, Bosley Crowther scrisse: "Dopo essermi seduto diligentemente in sala, posso dirti cos'è un bobo. È un boo boo; e questo vale non solo per il personaggio del titolo, interpretato da uno stranamente scialbo Mr. Sellers, ma anche per il film intero." Richard Schickel di Time scrisse: "Arriva un momento nella vita di ogni comico cinematografico in cui sente urgentemente il bisogno che l'aggettivo "Chaplinesco" venga applicato al suo lavoro. È un momento pericoloso, con il trabocchetto della pretenziosità che fa capolino da un lato, il sentimentalismo dall'altro e tutti i rischi psicologici dell'eccessivo intellettualismo. È un piacere riferire che Peter Sellers; quell'ottimo compagnone; non solo ha sopportato questa prova, ma ha perlopiù prevalso su di essa." Tony Sloman in Radio Times, anche se elogiò la recitazione di Hattie Jacques e le ambientazioni, concluse che il film "non è molto divertente."